# Maria Filotti
Maria Filotti (Cireșu (Brăila), Roménia, 9 de outubro de 1883 — Bucareste, 5 de novembro de 1956) foi uma atriz romena.
Em Brăila o Teatro Maria Filotti recebeu o nome da atriz em 1969 em sua homenagem.

## Papéis desempenhados
- Gioconda em "La Gioconda" by Gabriele D'Annunzio (1904–1905)
- Silvia em "Suprema forță" de Haralamb Lecca (1904–1905)
- Nenela em "Come le foglie" de Giuseppe Giacosa (1905–1906)
- Enriqueta em "El loco Dios" de José Echegaray (1905–1906)
- Catherine de Septmonts  em "L'étrangère" by Alexandre Dumas, filho (1906–1907, Iași)
- Berta em "Victims of the Law" by Landray (1906–1907, Iași)
- Clara Tardini em "Jucătorii de cărți"  by Haralamb Lecca (1906–1907, Iași)
- Henriette em "Cele două orfeline"  de Adolphe d'Ennery and Eugène Cormon (1906–1907, Iași)
- Germaine Lechat em "Business is business (Les affaires sont les affaires)" by Octave Mirbeau (1906–1907, Iași)
- Nelly Rozier em "Nelly Rozier" by Maurice Hennequin and Paul Bilhaud (1906–1907, Iași)
- Thomry em "La Martyre" by Jean Richepin (1906–1907, Iași)
- Elena de Bréchebel em "La rafale (Whirlwind)" by Henri Bernstein (1906–1907, Iași)
- Elissa em "Rahab" by Rudolf von Gottschall (1906–1907, Iași))
- Lady Milford em "Kabale und Liebe (Intrigue and Love)" by Friedrich Schiller (1906–1907)
- Maria em "Magda (Heimat)" by Hermann Sudermann (1906–1907)
- Toinetta em "Eva" by Richard Voss (1906–1907)
- Neera em "Fântâna Blanduziei" by Vasile Alecsandri (1907–1908, Bucharest)
- Vidra em "Răzvan și Vidra" by Bogdan Petriceicu Hasdeu (1907–1908)
- Eglea em "Dragoste cu toane" by J. W. Goethe (1907–1908)
- Corina em "Ovidiu" by Vasile Alecsandri (1907–1908)
- Zoe em "O scrisoare pierdută" by Ion Luca Caragiale (1922–1923)
- Countess Almaviva em "Nunta lui Figaro" de Beaumarchais (1922–1923)
- Hedda Gabler em "Hedda Gabler" by Henrik Ibsen
- Queen Elisabeth em "Maria Stuart (Mary Stuart)" by Friedrich Schiller (1923–1924)
- Irina em "Chaika (The Seagull)"  by Anton Chekhov (1923–1924)
- Clotilde em "Pariziana" by Henry Becque (1929)
- Zoe em "Gaițele" de Alexandru Kirițescu (1949–1950, Bucharest)
- Melania em "Yegor Bulychov and Others" by Maxim Gorki (1950–1951, Bucharest)
- Adela em "Cidadela sfărâmată" by Horia Lovinescu (1954–1955, Bucharest)

## Filmes
- Înșir-te mărgărite (1912)
- Independența României (1912)
- Pe valurile fericirii (1920)
- Visul unui nopți de iarnă (1946)
- Cidadela sfărâmată (1956)

## Livros
- Maria Filotti - Am ales teatrul - Editura pentru literatură, 1961